# Lotte Lenya
Lotte Lenya (eigenlijk: Karoline Wilhelmine Charlotte Blamauer) (Wenen, 18 oktober 1898 – New York, 27 november 1981) was een Oostenrijks-Amerikaanse actrice en zangeres. Ze was de ster van het Duitse toneel van de jaren twintig en dertig, vooral door haar creatie van Seeräuber Jenny in de Dreigroschenoper van Bertolt Brecht. Zij studeerde klassieke dans in Zürich (Zwitserland) en deed ervaring op in de opera en het ballet en ging in 1921 naar Berlijn waar zij binnen korte tijd een enthousiast publiek aan zich wist te binden door haar optredens in onder anderen Cabaret, de Dreigroschenoper en Mahagonny.
Ze trouwde in 1926 met Kurt Weill, wiens liedjes op tekst van Bertolt Brecht zij populair maakte. In 1933 vluchtten zij en haar man voor de nazi's naar Parijs en emigreerden later naar de Verenigde Staten, waar zij in 1937 hertrouwde met Weill, van wie ze in 1933 was gescheiden. In de VS speelde ze in verscheidene films. Ze overleed op 83-jarige leeftijd aan kanker.

## Filmografie
- Die Dreigroschenoper (1931) - Jenny Diver
- Interregnum (1960) - Verteller
- The Roman Spring of Mrs Stone (1961) - Contessa Magda Terribili-Gonzales
- From Russia with Love (1963) - Rosa Klebb
- Übungstücke für Schauspieler (1964)
- Mutter Courage und ihre Kinder (1965) - Moeder Courage
- Ten Blocks on the Camino Real (1966) - The Gypsy
- The Appointment (1969) - Emma Valadier
- Semi-Tough (movie) (1977) - Clara Pelf
- Mahagonny (1980)

- Bibsys: 90374695
- Biblioteca Nacional de España: XX931269
- Bibliothèque nationale de France: cb122137130 (data)
- Gemeinsame Normdatei: 118779486
- International Standard Name Identifier: 0000 0001 2320 1903
- Library of Congress Control Number: n87135693
- Nationale Bibliotheek van Letland: 000323652
- MusicBrainz: 244f758f-5154-49c8-b3e1-551491e502f3
- Bibliotheek van het Japanse parlement: 00620995
- Nationale Bibliotheek van Tsjechië: xx0173890
- Nationale Bibliotheek van Israël: 987007264461805171
- Nationale Bibliotheek van Polen: a0000001675032
- Nederlandse Thesaurus van Auteursnamen: 067920721
- Réseau des bibliothèques de Suisse occidentale: 02-A003512702
- Istituto Centrale per il Catalogo Unico: UBOV541008
- LIBRIS: 260640
- SNAC: w68g8mvt
- Système universitaire de documentation: 030793238
- Virtual International Authority File: 32046652
- WorldCat: E39PBJcwyfPrmPT7XdCTydMXVC